# Baima zangzu xiang
Baima (kinesiska: 白马藏族乡, 白马) är en socken i Kina. Den ligger i provinsen Sichuan, i den sydvästra delen av landet, omkring 230 kilometer norr om provinshuvudstaden Chengdu. Antalet invånare är 1 369. Befolkningen består av 610 kvinnor och 759 män. Barn under 15 år utgör 14,0 %, vuxna 15-64 år 78 %, och äldre över 65 år 6,0 %.
Genomsnittlig årsnederbörd är 954 millimeter. Den regnigaste månaden är juli, med i genomsnitt 214 mm nederbörd, och den torraste är december, med 3 mm nederbörd.